# Спрингфилд (Висконсин, округ Дейн)
Спри́нгфилд (англ. Springfield) — американский населённый пункт в округе Дейн, Висконсин. По данным переписи 2010 года население составляло 2762 человек. Код FIPS: 55-75875, GNIS ID: 1584192.

## Население
По данным переписи 2000 года население составляло 2762 человекa, в городе проживало 770 семьи, находилось 967 домашних хозяйств и 993 строение с плотностью застройки 10,6 строения на км². Плотность населения 29,5 человека на км². Расовый состав населения: белые — 97,68 %, афроамериканцы — 0,54 %, коренные американцы (индейцы) — 0,07 %, азиаты — 0,54 %, представители других рас — 0,36 %, представители двух или более рас — 0,80 %. Испаноязычные составляли 0,72 % населения.
В 2000 году средний доход на домашнее хозяйство составлял $68 663 USD, средний доход на семью $76 295 USD. Мужчины имели средний доход $49 792 USD, женщины $31 674 USD. Средний доход на душу населения составлял $26 946 USD. Около 3,4 % семей и 3,8 % населения находятся за чертой бедности, включая 3,0 % молодежи (до 18 лет) и 6,3 % престарелых (старше 65 лет).